# William Callander
Pour les articles homonymes, voir Callander.
William Darren « Jock » Callander (né le 23 avril 1961 à Regina dans la Saskatchewan) est un joueur professionnel de hockey sur glace.

## Carrière
Jock Callander a eu une courte carrière dans la Ligue nationale de hockey et n'a jamais participé à un repêchage. Il aura joué pour les Penguins de Pittsburgh et pour le Lightning de Tampa Bay mais on se souvient surtout de lui pour sa carrière dans la Ligue internationale de hockey (LIH) avec les Lumberjacks de Muskegon.
Callander a commencé sa carrière en jouant pour les Pats de Regina à partir de 1978-79. Les deux premières saisons chez les Pats sont quelconques mais lors des deux dernières, il inscrit 146 buts et 343 points (meilleur compteur de la Ligue de hockey de l'Ouest - Trophée Bob Clarke). Malgré cela, il ne sera jamais repêché pour jouer dans la Ligue nationale de hockey et signera en tant qu'agent libre pour les Blues de Saint-Louis. Finalement, il ne jouera pas non plus pour les Blues et jouera à la place dans des ligues mineures (Ligue centrale de hockey ou encore dans la Ligue internationale de hockey).
C'est dans la LIH qu'il signera son premier contrat professionnel. Un des grands moments de sa carrière restera la saison 1991-92, où après avoir joué toute la saison avec les Lumberjacks de Muskegon, il rejoindra les Penguins de Pittsburgh pour les séries éliminatoires et gagner avec les coéquipiers de Mario Lemieux la seconde Coupe Stanley de la franchise.
Malgré cela, à la fin de l'été, les Penguins ne lui font pas signer un contrat et il se retrouve agent libre et rejoint le Lightning de Tampa Bay. Malheureusement pour lui, il ne parvient pas se faire une place dans l'équipe et ne jouera que huit matchs avant de rejoindre la LIH et les Lumberjacks de Cleveland.
La majeure partie de sa carrière dans la LIH, il l'aura passée avec son meilleur ami, Dave Michayluk, qui finira meilleur marqueur de l'histoire de la LIH (et ce grâce à un grand nombre de passes de Callander).
Jock Callander prend sa retraite à la fin de la saison 1999-2000 et devient entraîneur adjoint des Lumberjacks avant de faire de même pour une saison pour les Aeros de Houston.

## Statistiques
| Saison     | Équipe                     | Ligue      |     | Saison régulière | Saison régulière | Saison régulière | Saison régulière | Saison régulière |    | Séries éliminatoires | Séries éliminatoires | Séries éliminatoires | Séries éliminatoires | Séries éliminatoires |
| Saison     | Équipe                     | Ligue      | PJ  | B                | A                | Pts              | Pun              | PJ               | B  | A                    | Pts                  | Pun                  |                      |                      |
| 1978-1979  | Blues de Regina            | LHJS       | 42  | 44               | 42               | 86               | 24               |                  |    |                      |                      |                      |                      |                      |
| 1978-1979  | Pats de Regina             | LHOu       | 19  | 3                | 2                | 5                | 0                |                  |    |                      |                      |                      |                      |                      |
| 1979-1980  | Pats de Regina             | LHOu       | 39  | 9                | 11               | 20               | 25               | 18               | 8  | 6                    | 14                   | 0                    |                      |                      |
| 1980-1981  | Pats de Regina             | LHOu       | 72  | 67               | 86               | 153              | 37               | 11               | 6  | 7                    | 13                   | 14                   |                      |                      |
| 1981-1982  | Pats de Regina             | LHOu       | 71  | 79               | 111              | 190              | 59               | 20               | 13 | 26                   | 39                   | 36                   |                      |                      |
| 1982-1983  | Golden Eagles de Salt Lake | LCH        | 68  | 20               | 27               | 47               | 26               | 6                | 0  | 1                    | 1                    | 9                    |                      |                      |
| 1983-1984  | Goaldiggers de Toledo      | LIH        | 2   | 0                | 0                | 0                | 0                |                  |    |                      |                      |                      |                      |                      |
| 1983-1984  | Magic du Montana           | LCH        | 72  | 27               | 32               | 59               | 69               |                  |    |                      |                      |                      |                      |                      |
| 1984-1985  | Lumberjacks de Muskegon    | LIH        | 82  | 39               | 68               | 107              | 86               | 17               | 8  | 13                   | 21                   | 33                   |                      |                      |
| 1985-1986  | Lumberjacks de Muskegon    | LIH        | 82  | 39               | 72               | 111              | 121              | 14               | 12 | 11                   | 23                   | 12                   |                      |                      |
| 1986-1987  | Lumberjacks de Muskegon    | LIH        | 82  | 54               | 82               | 136              | 110              | 15               | 13 | 7                    | 20                   | 23                   |                      |                      |
| 1987-1988  | Lumberjacks de Muskegon    | LIH        | 31  | 20               | 36               | 56               | 49               | 6                | 2  | 3                    | 5                    | 25                   |                      |                      |
| 1987-1988  | Penguins de Pittsburgh     | LNH        | 41  | 11               | 16               | 27               | 45               |                  |    |                      |                      |                      |                      |                      |
| 1988-1989  | Lumberjacks de Muskegon    | LIH        | 48  | 25               | 39               | 64               | 40               | 7                | 5  | 5                    | 10                   | 30                   |                      |                      |
| 1988-1989  | Penguins de Pittsburgh     | LNH        | 30  | 6                | 5                | 11               | 20               | 10               | 2  | 5                    | 7                    | 10                   |                      |                      |
| 1989-1990  | Lumberjacks de Muskegon    | LIH        | 46  | 29               | 49               | 78               | 118              | 15               | 6  | 14                   | 20                   | 54                   |                      |                      |
| 1989-1990  | Penguins de Pittsburgh     | LNH        | 30  | 4                | 7                | 11               | 49               |                  |    |                      |                      |                      |                      |                      |
| 1990-1991  | Lumberjacks de Muskegon    | LIH        | 30  | 14               | 20               | 34               | 102              |                  |    |                      |                      |                      |                      |                      |
| 1991-1992  | Lumberjacks de Muskegon    | LIH        | 81  | 42               | 70               | 112              | 160              | 10               | 4  | 10                   | 14                   | 13                   |                      |                      |
| 1991-1992  | Penguins de Pittsburgh     | LNH        |     |                  |                  |                  |                  | 12               | 1  | 3                    | 4                    | 2                    |                      |                      |
| 1992-1993  | Knights d'Atlanta          | LIH        | 69  | 34               | 50               | 84               | 172              | 9                | 7  | 5                    | 12                   | 25                   |                      |                      |
| 1992-1993  | Lightning de Tampa Bay     | LNH        | 8   | 1                | 1                | 2                | 2                |                  |    |                      |                      |                      |                      |                      |
| 1993-1994  | Lumberjacks de Cleveland   | LIH        | 81  | 31               | 70               | 101              | 126              |                  |    |                      |                      |                      |                      |                      |
| 1994-1995  | Lumberjacks de Cleveland   | LIH        | 61  | 24               | 36               | 60               | 90               | 4                | 2  | 2                    | 4                    | 6                    |                      |                      |
| 1995-1996  | Lumberjacks de Cleveland   | LIH        | 81  | 42               | 53               | 95               | 150              | 3                | 1  | 0                    | 1                    | 8                    |                      |                      |
| 1996-1997  | Lumberjacks de Cleveland   | LIH        | 61  | 20               | 34               | 54               | 56               | 14               | 7  | 6                    | 13                   | 10                   |                      |                      |
| 1997-1998  | Lumberjacks de Cleveland   | LIH        | 72  | 20               | 33               | 53               | 105              | 10               | 5  | 6                    | 11                   | 6                    |                      |                      |
| 1998-1999  | Lumberjacks de Cleveland   | LIH        | 81  | 28               | 26               | 54               | 121              |                  |    |                      |                      |                      |                      |                      |
| 1999-2000  | Lumberjacks de Cleveland   | LIH        | 64  | 16               | 27               | 43               | 83               | 9                | 1  | 5                    | 6                    | 6                    |                      |                      |
| Totaux LNH | Totaux LNH                 | Totaux LNH | 109 | 22               | 29               | 51               | 116              | 22               | 3  | 8                    | 11                   | 12                   |                      |                      |

## Trophées et honneurs
- Trophée Bob Clarke de la LHOu : 1981-82
- Première équipe de la LIH : 1987 et 1992
- Trophée Leo-P.-Lamoureux (meilleur buteur de la LIH) : 1987 (a égalité avec Jeff Pyle)
- Trophée James-Gatschene (meilleur joueur de la saison de la LIH) : 1987 (a égalité avec Jeff Pyle)
- Meilleur pointeur de la LIH de tous les temps (1 383 points)
- 1992 vainqueur de la Coupe Stanley avec les Penguins de Pittsburgh

## Transactions en carrière
- 28 septembre 1981 : signe un contrat comme agent-libre avec les Blues de Saint-Louis.
- 31 juillet 1987 : signe un contrat comme agent-libre avec les Penguins de Pittsburgh.
- 29 juillet 1992 : signe un contrat comme agent-libre avec le Lightning de Tampa Bay.

## Parenté dans le sport
- Frère de l'ancien hockeyeur Drew Callander.